# Pueblo Nuevo (Zarumilla)
Pueblo Nuevo es un caserío peruano ubicado en el distrito de Papayal, perteneciente a la provincia de Zarumilla del departamento de Tumbes, al norte del Perú. 

## Ubicación
Pueblo Nuevo se ubica al este de la provincia de Zarumilla, en el distrito de Matapalo, en el departamento de Tumbes. Se ubica muy cerca a la frontera ecuatoriana-peruana.

## Demografía
En 2017 Pueblo Nuevo tenía una población de 192 habitantes.
| Gráfica de evolución demográfica de Pueblo Nuevo entre 1993 y 2017 |
|                                                                    |
| Fuentes: Población 1993 y 2017                                     |